# SN 1994ak
SN 1994ak – supernowa typu IIn odkryta 24 grudnia 1994 roku w galaktyce NGC 2782. W momencie odkrycia miała maksymalną jasność 16,30m.